# S-VHS
El  S-VHS  va ser introduït localment al Japó i a certs llocs de l'estranger (principalment Amèrica del Nord, Àsia) i mesos després en alguns països europeus, al juny de 1987. El S-VHS (Super VHS) és una versió millorada de l'estàndard VHS per a gravadors de videocassets de gran públic.

## Detalls tècnics
Tal com el format VHS, el format S-VHS utilitza un esquema de modulació "color under", que correspon a modular els senyals de crominància que apareixen a les regions superiors de l'espectre en una posició sota el senyal de luminància.
El S-VHS millora la resolució de la luminància incrementant la portadora de luminància des de 3 MHz a 5.4 MHz. Això produeix un 60% de millora en (luminància) el detall de la imatge, o una resolució horitzontal de 420 línies per alt de la imatge versus 240 línies en VHS convencional. La resolució horitzontal de "sobre 400" comunament esmentada es tradueix en que S-VHS captura més detall en la imatge que fins i tot TV anàloga a través de cable (NTSC), la qual es troba limitada a prop de 330 línies. A la pràctica, quan es desplaça en el temps programes de TV en equipament S-VHS, la millora sobre VHS és bastant notòria. No obstant això, l'ull entrenat pot fàcilment notar la diferència entre transmissió de TV en viu i un enregistrament S-VHS d'aquesta. Això s'explica per la falla de S-VHS en millorar altres aspectes importants del senyal de vídeo, especialment el senyal de crominància. En VHS, la portadora de crominància és severament limitada en banda i sorollosa, una limitació que S-VHS no millora. Per ser més justos, la pobra resolució en color va ser una deficiència compartida pels contemporanis al S-VHS (Hi8, ED-Beta), els quals tots estaven limitats a 0.4 megahertz o 30 línies de resolució.
En termes de gravació d'àudio, S-VHS reté les pistes d'àudio analògiques convencionals (lineal) i Hi-Fi (AFM) utilitzades en el format VHS. Com que ambdues es mantenen, la pista d'àudio lineal lliurament qualitat de so només una mica millor que una ràdio AM. La pista d'àudio d'alta fidelitat és idèntica a la del VHS: un senyal AFM (àudio modulat en freqüència) s'insereix entre les dues portadores del senyal de vídeo i es grava en una capa més baixa a la cinta, literalment sota els senyals de vídeo. Això lliurament excel·lent fidelitat d'àudio, acostant-se a la qualitat de CD. A més, alguns decks S-VHS professionals poden gravar una pista digital PCM (estèreo 48 kHz), en conjunt amb vídeo normal i àudio d'alta fidelitat analògic.
Gairebé tots els VCRs S-VHS són compatibles cap enrere amb les cintes VHS, el que significa que l'equipament S-VHS és totalment funcional com una unitat tradicional de reproducció/enregistrament VHS. Els VCRs VHS més antics no poden veure gravacions S-VHS. Molts nous VCRs VHS ofereixen una característica anomenada S-VHS quasi-playback (SQPB). SQPB permet que reproductors VHS puguin llegir (però no gravar) enregistraments S-VHS, encara que a nivells de qualitat VHS. Aquesta característica és útil per veure cintes S-VHS-C del tipus videocàmera.
En mode de gravació, els VCR S-VHS requereixen cintes S-VHS, les quals tenen una formulació d'òxid diferent per tenir una major coercitivitat magnètica. (Com a nota, la majoria dels VCR S-VHS poden realitzar gravacions VHS en cintes S-VHS, i també VCR VHS convencionals poden gravar en cintes S-VHS. Ambdues funcions són útils per duplicació en baix volum i alta qualitat). Finalment, els models de VCR S-VHS ofereixen una capacitat de gravació anomenada S-VHS ET. Aquest capacitat permet gravació propera al nivell del S-VHS en cintes VHS convencionals, oferint una manera econòmica per tenir una millor qualitat d'imatge en cintes VHS antigues. Els enregistraments S-VHS ET es poden visualitzar en la majoria dels VCR VHS SQPB i VCR S-VHS no ET.

## Comparació amb altres mitjans
A continuació es presenta una llista de mesures del tipus digital modernes (i resolucions horitzontals analògiues) per a diversos mitjans. La llista només inclou formats populars, no formats estranys, i tots els valors són aproximats (arrodonits a l'enter 10 següent), pel fet que la qualitat actual pot variar de màquina a màquina o de cinta a cinta. Per facilitat de comparació tots els valors són per al sistema NTSC, i es presenten en ordre ascendent des de la més baixa qualitat a la qualitat més alta. "Línies" correspon a la resolució horitzontal en línies verticals per alçada de la imatge.
- 350 × 240 (250 línies): Video CD
- 330 × 480 (250 línies): Umatic, Betamax, VHS, Video8
- 400 × 480 (300 línies): Super Betamax, Betacam (professional)
- 440 × 480 (330 línies): senyal aeri analògic
- 560 × 480 (420 línies): LaserDisc, S-VHS, Hi8
- 670 × 480 (500 línies): Betamax de definició millorada

Digital:
- 720 × 480 (480 línies): DVD, miniDV, Digital8, Digital Betacam (professional)
- 720 × 480 (380 línies): Widescreen DVD (anamorphic)
- 1280 × 720 (720 línies): HDV (cinta miniDV), D-VHS, HD DVD, Blu-ray
- 1440 × 1080 (810 línies): HDV (cinta miniDV),[2] HDCAM
- 1920 × 1080 (1.080 línies): HD DVD, Blu-ray, D-VHS, HDCAM SR (professional)

## Ombra del VHS
Malgrat la seva designació com el successor lògic del VHS, el S-VHS no va arribar a estar ni tan sols, a prop de substituir el VHS. En el mercat intern, l'S-VHS no va aconseguir aconseguir una quota de mercat significativa, per diverses raons, els consumidors no estaven interessats en pagar més per una major qualitat d'imatge. Així mateix, els lloguers de S-VHS i les vendes de pel·lícules van tenir poc èxit. Algunes peliculas ja gravades van ser llançades a S-VHS, però la pobra acceptació del mercat va portar els estudis a traslladar els seus productes de gamma alta de S-VHS a Laserdisc.
En el rol de càmera de vídeo, el format més petit de videocàmera (S-VHS-C) va gaudir d'èxit limitat entre els usuaris de vídeo casolans. Era més popular per a la indústria vídeo aficionada, ja que va permetre que almenys còpies de segona generació (necessàries per edició) fossin fetes a una qualitat raonable. JVC, Panasonic i Sony van vendre decks industrials de S-VHS per a producció d'ús aficionat i semi-professional. La televisió comunitària, estacions locals de cable i altres usos de baix-pressupost van fer un ús extens del format S-VHS, tant per a l'adquisició i l'edició d'estudi que el segueix, però els estudis de les cadenes van evitar en gran part al S-VHS, ja que els descendents del format Betacam més costós ja s'havien convertit en un estàndard de fet en la indústria. El S-VHS-C va competir directament amb el Hi8, aquest últim oferint cassets més petits i un temps de gravació més llarg.
El 2007, VCRs S-VHS per al consumidor encara seguien estant disponibles, però difícils de trobar en botigues al detall. Els fabricants més grans de VCR, com ara Matsushita (Panasonic) i Mitsubishi, es van moure gradualment cap als gravadors de DVD i DVRs basats en disc dur. Les unitats combinades DVD/VCR rarament ofereixen S-VHS, només VHS. En el mercat massiu de videocàmeres per a consumidors, les videocàmeres de DV i de DVD van eliminar en gran part les videocàmeres de S-VHS-C, confinant el format a un lloc petit a l'extrem inferior del mercat. Les videocàmeres digitals superen generalment a les unitats de S-VHS-C en la majoria dels aspectes tècnics: qualitat àudio/vídeo, temps de gravació, duplicació sense pèrdues, i mida. Les mateixes cintes de vídeo només eren disponibles, en la seva majoria, per correu o bé on-line, però cada vegada més rares en botigues al detall, i substancialment més costoses que els mitjans VHS d'alta qualitat estàndards.

## S-VHS contra ED-Beta
Poc després de l'anunci de S-VHS, Sony va respondre amb un avís del Betamax de definició estesa (ED-Beta). S-VHS era l'estàndard de JVC de la següent generació dissenyat per dominar al format competidor SuperBeta (que ja oferia millor qualitat que VHS). Sense donar-se per vençuts, Sony desenvolupar ED-Beta com el seu competidor de següent generació a S-VHS.
En termes de desenvolupament de vídeo, ED-Beta va oferir fins i tot més amplada de banda de luminància que S-VHS: 500 línies de resolució horitzontal per alçada de la imatge versus les 420 línies de S-VHS o Laserdisc, posant ED-Beta gairebé a alhora amb formats de vídeo digital professionals (520 línies). No obstant això, el desenvolupament de crominància va ser molt menys espectacular, ja que ni S-VHS ni ED-Beta excedir els 0,4 megahertz o # 30 línies màxima, mentre que el senyal aèria NTSC té una resolució de crominància de # 120 línies, i DVD té una resolució de crominància de # 240 línies. S-VHS va ser utilitzat en algunes estacions de TV per captura econòmica "en el lloc" de notícies en desenvolupament, però no era apropiat per a ús multi generacional (estudi).
En termes de desenvolupament d'àudio, ambdós VHS i Beta havien ofert àudio estèreo anàleg d'alta fidelitat de qualitat espectacular. En comptes de reinventar la roda, tant S-VHS i Beta reutilitzar els esquemes AFM dels seus predecessors sense canvis. Decks S-VHS professionals van oferir àudio PCM digital, una característica no equiparada per decks ED-Beta.
Als EUA, el mercat de consumidor massiu va ignorar en gran part el llançament del S-VHS. Amb el mercat de Betamax ja en aguda declinació, una "guerra de formats" per a la següent generació de vídeo simplement no es va materialitzar. Sony discontinu la línia de producte ED-Beta en el mercat nord-americà després de menys de dos anys, lliurant una victòria per defecte a S-VHS, si és que es pot dir així. (Els decks VHS continuar sent líders en vendes després de la fi del cicle de vida dels VCR)
Hi ha evidència anecdòtica que algunes estacions de la TV van comprar equipament ED-Beta com a alternativa de baix cost a equip Betacam professional, incitant l'especulació que la gerència de Sony va prendre mesures per evitar que la seva divisió de consumidor (ED-Beta) competís amb les vendes de la seva divisió professional de vídeo més lucrativa. No obstant això, és clar per a tots que en el moment de la introducció d'ED-Beta, VHS ja havia guanyat una victòria decisiva, i cap quantitat de competència a nom d'ED-Beta hauria pogut recuperar el mercat de vídeo casolà.

## Ús casolà
Per aconseguir el major benefici de S-VHS, cal una connexió de vídeo directa al monitor, idealment a través d'una connexió S-Video o de vídeo per components. No obstant això, l'equipament casolà S-VHS estava comunament limitat a connexions S-Video o entrades compostes, amb vells receptors de TV que tampoc tenien entrades S-Video. No obstant això, visualitzar un enregistrament S-VHS a través del modulador RF intern del VCR lliura una millora de qualitat percebuda distingible respecte a VHS. Des de la fi dels 1990s, el renom creixent de S-VHS i altres formats, com ara DVD, ha fet comuns les connexions S-Video i de vídeo per components en molts aparells de TV.
No és inusual veure el terme S-VHS usat incorrectament per referir-se als connectors de S-Vídeo (també anomenats "connectors de Y/C), fins i tot en material imprès. Això pot ser degut a que S-VHS és un dels primers productes per al consumidor equipats amb connectors I/C, però, els connectors I/C ara són comuns en molts dispositius de vídeo americans i japonesos diferents a gravadors de cintes de vídeo: reproductors DVD i gravadors, camcorderes MiniDV, set-top boxes de cable/satèl·lit, targetes de vídeo, consoles de videojocs, i aparells de TV pròpiament. Mentre que la "S-" a "S-VHS" correspon a "super", el "S-" a "S-Video" es refereix a tenir senyals de luminància i crominància separades.

## Ús per a àudio digital
El 1991 Alesis introduir ADAT, un sistema de gravació de 8 pistes digital utilitzant S-VHS com a mitjà. Una màquina A-dat pot gravar 8 pistes de material d'àudio sense comprimir en una resolució de 16 bits (posteriorment 20-bit). El temps de gravació és un terç de la reproducció nominal d'un casset. Això implica que un casset S-VHS de 120 minutoss pot emmagatzemar 40 min de gravació ADAT.